# Macierzanka karpacka
Macierzanka karpacka (Thymus carpathicus Čelak. ≡ Thymus pulcherrimus Schur) – gatunek rośliny wieloletniej z rodziny jasnotowatych wyodrębniany w niektórych ujęciach lub utożsamiany z macierzanką nadobną Thymus pulcherrimus. Występuje głównie w Karpatach (w Rumunii, Ukrainie, na Słowacji i w Polsce) oraz rzadko we wschodniej części Sudetów. W Polsce występuje w Tatrach, Pieninach i w Pienińskim Pasie Skałkowym. Wzdłuż dolin rzecznych schodzi także na Podtatrze.

## Morfologia

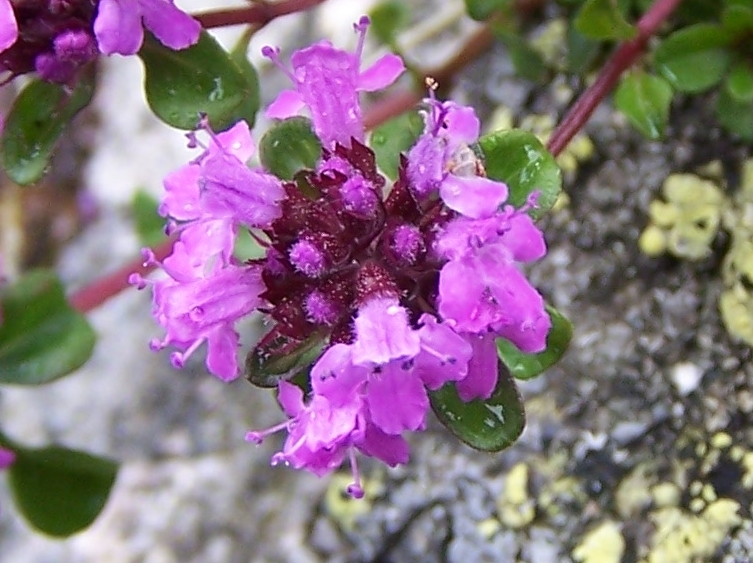
Kwiatostan

PokrójPółkrzew tworzący luźne darnie. Gatunek bardzo podobny do macierzanki nadobnej.
ŁodygaDwa rodzaje pędów: płonne i kwiatostanowe. Pędy płonne są długie, płożące się i rosną przez wiele lat. Pędy kwiatostanowe wyrastają rzędami z pędów płonnych, mają długość do 10 cm i wznoszą się. Są wyraźnie 4-kanciaste. Pod samym kwiatostanem owłosione są dookoła, niżej owłosione są po dwu stronach, na pozostałych dwu stronach są nagie lub mają tylko małe włoski. Ta cecha owłosienia łodyg różni ten gatunek od podobnej macierzanki halnej.
LiścieCiemnozielone, okrągławe, trójkątnie jajowate, lub jajowate, grube, lśniące i nagle zwężające się w ogonek, który jest przeważnie dłuższy od połowy długości blaszki. Na brzegach mają długie rzęski, a czasami także na powierzchni są delikatnie owłosione.
KwiatyZebrane w luźną główkę. Kielich kwiatów posiada długie włoski, jest dwuwargowy, przy czym górna warga jest dłuższa od dolnej i ma trójkątnie lancetowate ząbki. Korona o ciemnopurpurowym kolorze i długości 6–9 mm.
OwocRozłupnia. Rozpada się na 4 twarde, suche rozłupki.

## Biologia i ekologia
Bylina. Kwitnie od lipca do sierpnia. Siedlisko: murawy, skały, nadrzeczne kamieniska, upłazy, hale. Głównie na podłożu wapiennym (roślina wapieniolubna). W Tatrach rośnie aż do piętra halnego, głównie jednak po górną granicę lasu.